# Karl Hofer

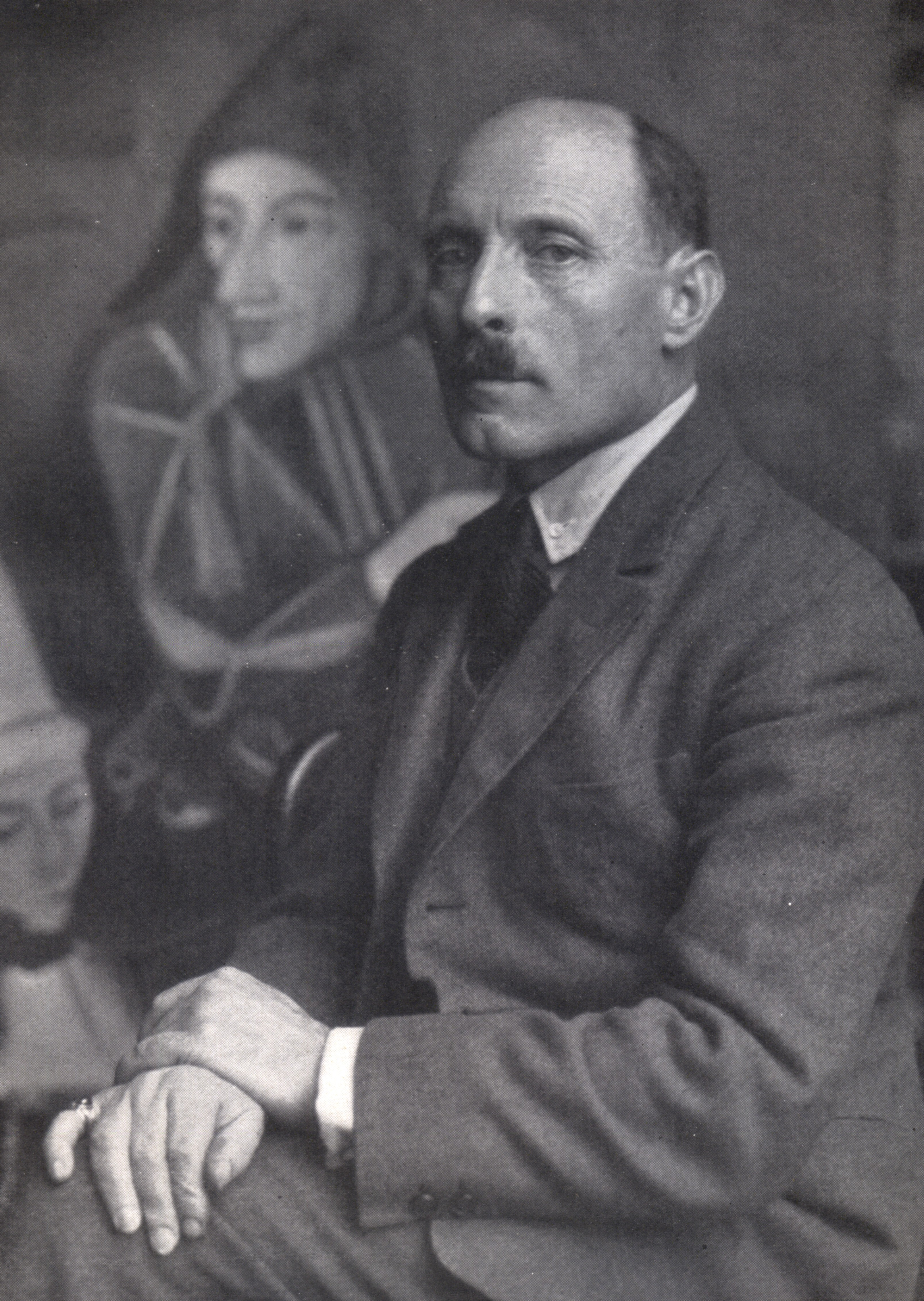
Karl Hofer, fotografiert von Hugo Erfurth, vor 1930

Karl Christian Ludwig Hofer (Schreibweise auch Carl Hofer; * 11. Oktober 1878 in Karlsruhe; † 3. April 1955 in Berlin) war ein deutscher Maler des Expressionismus und des expressiven Realismus. Er war Direktor der Berliner Hochschule für die bildenden Künste.

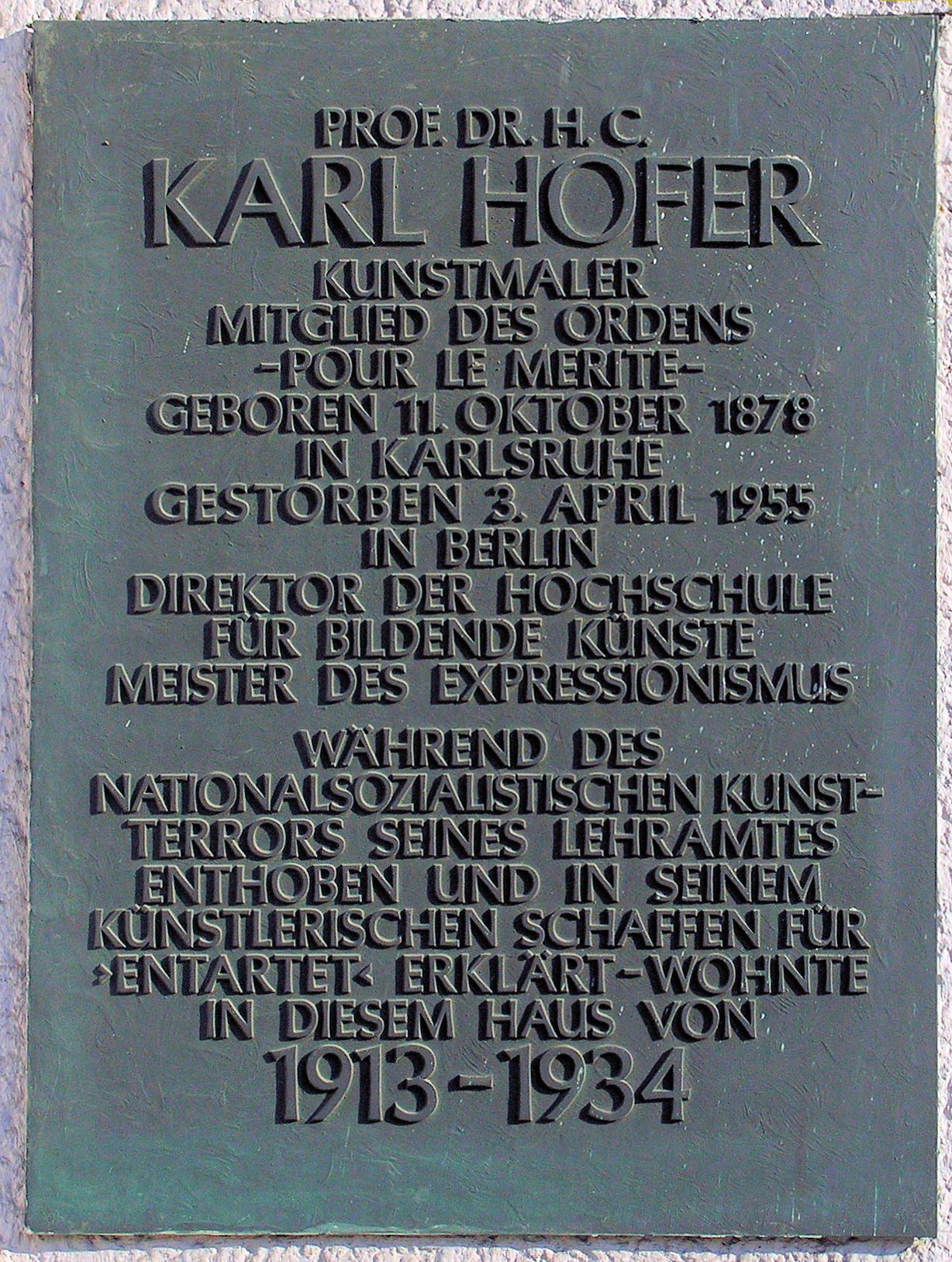
Gedenktafel am Haus Grunewaldstraße 44 in Berlin-Schöneberg

## Leben
Karl Hofer wurde 1878 in Karlsruhe geboren. Sein Vater, der Militärmusiker Karl Friedrich Hofer, starb vier Wochen später an einem Lungenleiden. Da seine Mutter Ottilie (Schwester des Bildhauers Theodor Hengst und des Glasmalers Max Hengst) den Lebensunterhalt verdienen musste, wurde Karl ab 1879 bei zwei Großtanten untergebracht, bevor er 1892 in einem Waisenhaus lebte. Mit 14 Jahren begann er eine Buchhändlerlehre, die er drei Jahre später abschloss. 1896 lernte er den drei Jahre jüngeren Philosophen Leopold Ziegler kennen.
Im Jahr 1897 nahm Hofer das Studium der Malerei an der Kunstakademie Karlsruhe auf. Seine Begabung wurde frühzeitig erkannt, er erhielt ein Stipendium aus dem Stipendienfonds des Großherzogs von Baden. Nach der Berufung Hans Thomas an die Karlsruher Kunstakademie wurde Hofer 1899 dessen Schüler. Zu seinen zahlreichen Auslandsaufenthalten von 1897 bis 1900, wie u. a. in der Schweiz, gehört auch sein erster Aufenthalt in Paris 1899. Bei seinem zweiten Paris-Aufenthalt 1900 machte er die Bekanntschaft mit dem Kunsthistoriker und Schriftsteller Julius Meier-Graefe. Hofer wurde 1901 Meisterschüler bei Thoma und im Jahr darauf Meisterschüler bei Leopold von Kalckreuth an der Kgl. Akademie der bildenden Künste in Stuttgart. In dieser Zeit begann seine Freundschaft mit dem Bildhauer Hermann Haller.
1903 heirateten Karl Hofer und Mathilde Scheinberger in Wien. Sie gehörte einer jüdischen Familie an, wurde aber nicht im jüdischen Glauben erzogen und trat später in die evangelische Kirche ein. Das Paar hatte drei Söhne: Karl Johannes Arnold, genannt Carlino (1904–1947), Titus Wolfgang (* 1905), der bereits drei Monate später verstarb, und Hans-Rudi (1911–1961).
1902 schloss Hofer einen Fünfjahresvertrag mit dem Schweizer Unternehmer und Mäzen Theodor Reinhart, in dem eine regelmäßige Unterstützung vereinbart wurde. Im Gegenzug erhielt Reinhart jedes Jahr zunächst drei, später vier Bilder Hofers. Der Vertrag wurde später um fünf Jahre bis 1913 verlängert. Reinharts Stipendium ermöglichte Karl und Mathilde Hofer die Übersiedlung nach Rom. Dort bewohnten die Hofers zunächst ein Studio in der Villa Strohl-Fern, das wurde dem Kunsthistoriker Heinrich Wölfflin überlassen, und um 1904 bezog die Familie die Nr. 98 in der Via Flaminia in Rom. Von 1908 bis 1913 lebte die Familie Hofer in Paris. Während dieser Zeit reiste Hofer zweimal, 1910/11 und 1911/12, nach Indien und zog schließlich mit seiner Familie 1913 nach Berlin.
Seit 1905 wurden Hofers Bilder regelmäßig auf Ausstellungen gezeigt, 1908 war er auf der Ausstellung der von Max Liebermann gegründeten „Berliner Secession“ vertreten. In Berlin wurde Hofer 1913 Mitglied der neuen „Freien Secession“ und war auf deren erster Ausstellung 1914 vertreten, zusammen mit Max Liebermann, Erich Heckel, Ernst Ludwig Kirchner, Max Pechstein und Karl Schmidt-Rottluff.
Für Hofer veränderte sich das Leben schlagartig, als er bei einem Sommeraufenthalt 1914 in dem französischen Seebad Ambleteuse bei Boulogne kurz nach Ausbruch des Ersten Weltkriegs mit anderen Deutschen zusammen verhaftet wurde. Mathilde und die Söhne durften Ende 1914 nach Deutschland zurückkehren. Hofer wurde 1917 durch die Vermittlung von Reinhart in die Schweiz entlassen, zunächst nach Churwalden, dann nach Zürich. Nach dem Zwischenaufenthalt in der Schweiz kehrte er erst 1919 nach Deutschland zurück.
In Berlin sicherte ein Zweijahresvertrag mit der Kunsthandlung Cassirer vorerst seine Existenz, nachdem sein Gönner Reinhart im selben Jahr verstorben war. 1920 wurde er an die Hochschule für die bildenden Künste in Charlottenburg berufen, 1921 wurde er zum Professor ernannt. Die Hochschule für die bildenden Künste wurde 1924 mit der Unterrichtsanstalt des Kunstgewerbemuseums zu den Vereinigten Staatsschulen für Freie und Angewandte Kunst zusammengeschlossen. In Anerkennung seiner Verdienste als Künstler und als Hochschullehrer wurde Hofer 1923 in die Preußische Akademie der Künste aufgenommen.
Anfang der zwanziger Jahre nahm Karl Hofer eine Beziehung zu Elisabeth Schmidt auf, die er als Modell kennengelernt hatte. Im Sommer 1926 hatte er ein kurzfristiges Liebesverhältnis mit Ruth Wenger. Seit 1927 lebten Karl und Mathilde Hofer getrennt, blieben aber verheiratet.
Bereits vor 1933 hatte er sich gegen den Nationalsozialismus positioniert. So wandte er sich 1931 gegen Kritik in der von Goebbels herausgegebenen Zeitung Der Angriff, die behauptete, Hofer wäre Jude und würde dafür sorgen, dass der Staatspreis der Akademie der Künste an Juden vergeben werde. Im selben Jahr beteiligte er sich mit dem Beitrag Faschismus, die dunkle Reaktion! an der Umfrage Wie kämpfen wir gegen ein Drittes Reich? der Berliner Zeitung Welt am Abend. In diesem argumentierte er für eine überparteiliche Initiative gegen die NSDAP. Am 1. April 1933 wurde Hofer auf einem Plakat gemeinsam mit Oskar Schlemmer und weiteren Lehrern der Berliner Kunsthochschule als „Vertreter des zersetzenden liberalistisch-marxistisch-jüdischen Ungeistes“ diffamiert. Er wurde daraufhin beurlaubt und im Sommer 1934 entlassen.
Trotz seiner Ablehnung des Nationalsozialismus konnte Hofer seine Verfemung durch diesen zunächst nicht nachvollziehen, da er seine Kunst als deutsch verstand, und hielt seine Beurlaubung für einen Kollateralschaden. Noch in der Ausstellung der Berliner Secession im Sommer 1933 besagte das Katalogvorwort, dass sich in Hofers Kunst das Deutschtum offenbare. Zur selben Zeit beteiligte er sich mit dem Artikel Der Kampf um die Kunst an einer Reihe von Wortmeldungen zur deutschen Kunst in der Deutschen Allgemeinen Zeitung. Dort argumentierte er unter anderem, dass neben dem Militär kein Bereich der Gesellschaft so „judenfrei“ gewesen sei wie die Kunst. Er beschwor zudem die Gefahr, dass einzelne Künstler als national herausgestellt und die anderen damit der Vernichtung anheimfallen würden. Zu Beginn der nationalsozialistischen Herrschaft versuchte also auch Hofer, auf deren Ideologie bis zu einem gewissen Grad einzugehen. Später blendete Hofer seinen Artikel in der DAZ aus, als er etwa seinen Freund Leopold Ziegler für seinen Versuch kritisierte, in einer Rede 1934 Ähnlichkeiten zwischen seiner Position und der Ideologie der Nationalsozialisten herauszustellen, um seine Berufung zum Rektor der Frankfurter Universität zu erreichen.

1937 wurde im Rahmen der deutschlandweiten konzertierten Aktion „Entartete Kunst“ Arbeiten Hofers aus einer Vielzahl von Museen und öffentlichen Sammlungen nachweislich 400 Arbeiten Hofers beschlagnahmt. Ein wesentlicher Teil davon ging zur „Verwertung“ auf dem Kunstmarkt an den Kunsthändler Bernhard A. Böhmer. 1937 wurden acht Werke in der NS-Propagandaausstellung „Entartete Kunst“ in München präsentiert. Heinz Lederer, der Chef der Landesleitung Berlin der Reichskammer der bildenden Künste, attestierte am 31. Januar 1938, Hofer habe sich

„… durch experimentelle Umstellung auf modische Gegebenheiten von einer ursprünglich brauchbaren Mittelbegabung zu einer der gefährlichsten Systemzeit-Kunstgrößen entwickelt. (…) Insbesondere sind zahlreiche jüngere Künstler durch Hofer als Lehrer und als Vorbild in solchem Maße verwirrt worden, daß die Auswirkungen seines Schaffens und Wirkens als geradezu verheerend angesehen werden müssen …“

1938 wurde Hofer aus der Preußischen Akademie der Künste ausgeschlossen. Wegen der Ehe mit Mathilde, die nach den nationalsozialistischen Ehegesetzen als Jüdin galt, obwohl sie der evangelischen Kirche angehörte, drohte Karl Hofer auch der Ausschluss aus der Reichskammer der bildenden Künste. Im Juli 1938 wurde die Ehe von Karl und Mathilde Hofer auf Drängen Karl Hofers geschieden. Hofer lebte bereits seit den 1920er Jahren getrennt von seiner Familie und seit 1927 zusammen mit seinem Modell, Elisabeth Schmidt. Bereits 1931 und 1933 hatte er seine Ehefrau Mathilde zur Scheidung gedrängt, die jedoch nicht einwilligte, sodass die Gerichte die Scheidungsklage abwiesen. 1938 willigte Mathilde Hofer in den neuerlichen Scheidungswunsch Hofers ein, um dessen Karriere nicht im Wege zu stehen. Da die Bestätigung der Ehescheidung das Propagandaministerium spät erreichte, wurde Karl Hofer im Oktober 1938 zunächst aus der Reichskammer der bildenden Künste ausgeschlossen. Er durfte daraufhin seine Werke nicht mehr öffentlich im Kunsthandel oder auf Auktionen verkaufen. Im November 1938 heirateten Karl Hofer und die nach NS-Bestimmungen „arische“ Elisabeth Schmidt. Im Februar 1939 war Hofer vom Präsidenten der Reichskammer wieder in die Kammer aufgenommen worden.
Mathilde Hofer war nach der Scheidung nicht mehr durch das, was die Nürnberger Gesetze eine „privilegierte Mischehe“ nannten, geschützt. Am 1. September 1942 wurde sie von der Gestapo in Wiesbaden verhaftet, inhaftiert und am 28. Oktober 1942 zunächst in das Konzentrationslager Ravensbrück und kurz darauf in das Konzentrationslager Auschwitz-Birkenau deportiert, wo sie am 21. November 1942 ermordet wurde.
Bombenangriffe zerstörten Hofers Atelier, und um die 150 Gemälde und mindestens fünf Skizzenbücher gingen verloren. Im November 1943 wurde auch die Wohnung von Karl und Elisabeth Hofer zerstört. Carlino, der Sohn von Mathilde und Karl Hofer, wurde 1947 bei dem Versuch, zwei Einbrecher in einem Schuhgeschäft zu stellen, von einem der Täter getötet.
Nach Kriegsende war Hofer am Aufbau der Hochschule der bildenden Künste beteiligt, deren Direktor er seit Juli 1945 war. In dieser Zeit widmete er sich vor allem der kulturpolitischen Arbeit. Er war Gründungsmitglied des Kulturbundes und dessen Vizepräsident (1945–1947), der sich eine demokratische Erneuerung Deutschlands zum Ziel gesetzt hatte. Zusammen mit Oskar Nerlinger gab er bis 1949 die Zeitschrift Bildende Kunst heraus und wurde 1950 erster Präsident des wiedergegründeten Deutschen Künstlerbundes. Er erhielt 1948 die Ehrendoktorwürde der Berliner Universität. Auch wurden ihm 1952 der Orden Pour le mérite für Wissenschaft und Künste und 1953 das Große Verdienstkreuz des Verdienstordens der Bundesrepublik Deutschland zugesprochen.
Sein autobiographischer Bildband Aus Leben und Kunst erschien 1952, seine Autobiographie Erinnerungen eines Malers ein Jahr später.
1955 gab es einen öffentlich ausgetragenen Streit zwischen Hofer und dem Kunstkritiker Will Grohmann über Figuration und Abstraktion. Hofer starb während der Auseinandersetzung am 3. April an den Folgen eines Schlaganfalls.
Im Jahr 2007 veröffentlichte VAN HAM Art Publications das dreibändige Werkverzeichnis der Gemälde Karl Hofers, erstellt von Karl Bernhard Wohlert. Ein Werkverzeichnis der Skizzenbücher erschien 2015, herausgegeben von Markus Eisenbeis, erstellt von Karl Bernhard Wohlert und Gerd Presler.

## Künstlerische Entwicklung

### Frühwerk
Den ersten künstlerischen Einfluss übte um 1900 der Symbolismus auf ihn aus (Odilon Redon, Arnold Böcklin, Edvard Munch). Wesentlich für die weitere Entwicklung war die Bekanntschaft mit dem Schweizer Kaufmann Theodor Reinhart, der Hofer ab 1903 mäzenatisch unterstützte und dem Künstler die Übersiedelung nach Rom ermöglichte. Die zweite für Hofer in dieser Phase wichtige Persönlichkeit war der Kunstschriftsteller Julius Meier-Graefe, den er bereits Anfang 1900 in Paris kennengelernt hatte und der ihn auf das bis dahin völlig vergessene Werk des deutsch-römischen Künstlers Hans von Marées aufmerksam machte. Marées Fresken in der Statione Zoologica in Neapel hielt er auch später noch „für die einzige moderne Lösung einer Freskenaufgabe seit der Renaissance und Antike.“ In Rom, wo nach Hofers Auffassung die „Atmosphäre von Form“ herrschte, verflüchtigte sich der inhaltsschwere symbolistische Einfluss und er beschäftigte sich fortan – wie sein großes Vorbild Marées – mit den Form- und Farbproblemen bei der Gestaltung der Bildfläche. Marées war im Austausch mit seinem Mäzen und Freund, dem Kunsttheoretiker Konrad Fiedler, auf den Spuren des autonomen Kunstwerks, das jeglichen inhaltlichen, narrativen Ballast abwerfen wollte, der in der offiziellen deutschen Kunst zwischen 1850 und 1900 insbesondere in der Historienmalerei gefordert wurde.
Zwar hielt sich Hofer zusammenhängend nur fünf Jahre in Rom auf, doch blieb die Stadt der Ausgangspunkt seiner künstlerischen Bestimmung. Man kann den Künstler als letzten der späten, klassisch orientierten und idealistischen Deutschrömer (Böcklin, Feuerbach, Marées) bezeichnen.
Bereits am Ende seines Aufenthalts erschien ihm der starke Einfluss der formalen Elemente und die Vernachlässigung des rein Malerischen als Gefahr.
Seit 1905 wurden Hofers Bilder regelmäßig auf Ausstellungen gezeigt, 1908 war er auf der Ausstellung der von Max Liebermann gegründeten „Berliner Secession“ vertreten. Im selben Jahr siedelte er – wiederum durch Meier-Graefe bestärkt – nach Paris über, wo er schon im Herbst 1907 die rund 50 Werke umfassende Cézanne-Retrospektive gesehen hatte. Die Werke des großen französischen Neuerers Paul Cézanne, dessen Kunst schließlich den Weg in den Kubismus öffnete (Picasso, Braque), veränderten mit dem bisweilen auch aufscheinenden Einfluss El Grecos erneut die Malerei Hofers.
1909 wurde Hofer Mitglied der Neuen Künstlervereinigung München (N.K.V.M.). In der Ausstellung von 1909 – veranstaltet von der Galerie Goltz – war Hofer u. a. mit seinem Werk Am südlichen Strand vertreten, heute Sammlung Hartwig Garnerus. Aus der N.K.V.M. ging 1911 die Redaktion des Blauen Reiters hervor. In Berlin wurde Hofer 1913 Mitglied der neuen „Freien Secession“ und war auf deren erster Ausstellung 1914 vertreten, zusammen mit Max Liebermann, Erich Heckel, Ernst Ludwig Kirchner, Max Pechstein und Karl Schmidt-Rottluff.
Vor diese Welt schob sich mit dem Ausbruch des Ersten Weltkriegs, wie Hofer selbst sagte, ein „grauer Vorhang, der mit dem zweiten Krieg noch düsterer wurde. Wer nicht das Leben vor dieser Zeit gekannt hat, weiß nicht wie schön, heiter und unbeschwert das Dasein auch in bescheidenen Verhältnissen sein konnte.“

### Mittlere Schaffensperiode und Reife
Der mittlerweile über vierzigjährige Künstler entwickelte nach dem Krieg seinen unverkennbaren, expressiven Stil und die typische Farbpalette, z. B. in Yellow Dog Blues um 1924/1925 (Privatbesitz). Gleichzeitig erlebte er seinen endgültigen künstlerischen Durchbruch, der sich in zahlreichen nationalen Ausstellungen (Galerie Flechtheim Berlin, Galerie Caspari München, Städtische Kunsthalle Mannheim), aber auch international dokumentieren lässt (Carnegie-Institut Pittsburgh).
Zwischen den Kunstströmungen der zwanziger Jahre vertrat Hofer einen eigenen Stil, der in der Kunstwissenschaft später als „Magischer Realismus“ bezeichnet wurde. Hofers Bilder waren in vielen Museen vertreten. 1928 wurde er zur Internationalen Kunstausstellung des Carnegie Institute in Philadelphia eingeladen.
Fortan nahm seine Malerei kassandrahafte, prophetische Züge an. „Sie wundern sich“, schrieb Hofer 1947 an Hans-Carsten Hager, „daß in meinem Werk viel Vorahnung des Kommenden sich findet. Der Künstler ist eben ein Seismograph, der das Unheil vorausregistriert. Nicht nur bei mir findet sich diese Erscheinung“. Wie Werner Heldt im Aufmarsch der Nullen (1933–1935) erahnte er das kommende Unheil und schuf magische Metaphern, etwa in Die Gefangenen von 1933 (Berlin, Berlinische Galerie), die die Entwürdigung und Entindivualisierung des Menschen thematisierten. Seinem Erfolg als Künstler und Hochschullehrer wurde im nationalsozialistischen Deutschland ein jähes Ende gesetzt, als er, Professor der Hochschule der Künste in Berlin, bereits 1933 seines Amtes enthoben wurde. Der künstlerisch schwerste Schicksalsschlag aber war die Vernichtung fast des gesamten Frühwerks und das der mittleren Schaffensperiode in seinem Berliner Atelier bei einem alliierten Bombenangriff am 1. März 1943: „Etwa einhundertfünfzig Bilder“, so berichtet Hofer in seinen Erinnerungen, „über tausend Zeichnungen nebst allem, was mich an mein früheres Dasein band, alles, was diese Aufzeichnungen hätte illustrieren können, war dahin, bis auf den Schlüssel, den ich in der Tasche trug.“

### Spätwerk
Hofer fühlte sich mit seinem Festhalten am Ideal des Menschenbildes und der deutschen Tradition der figurativen Malerei unverstanden. Nach der Katastrophe des „Dritten Reichs“ begann in Deutschland die Internationalisierung und Vorherrschaft der abstrakten Kunst, die vor allem einer Grundstimmung entgegenkam, nämlich mit der Illusion der „Stunde Null“ einen Neuanfang wagen zu können, der jeden Missbrauch der Kunst zu Machtzwecken ausschließen sollte. Die Konfrontation von Figuration und Abstraktion mündete schließlich 1950 im sogenannten Darmstädter Gespräch auf der Mathildenhöhe, in dessen Zentrum insbesondere die Thesen des Kunsthistorikers Hans Sedlmayr („Verlust der Mitte“) auf der einen und die Überzeugungen der Vertreter der Abstraktion wie Willi Baumeister auf der anderen kämpferisch vertreten wurden.
Im Jahre 1955 entbrannte zwischen Hofer und dem Kunstkritiker Will Grohmann – vehementer Verfechter und Förderer der abstrakten Kunst – ein öffentlicher, polemisch geführter Streit über die gegenstandslose Kunst. Die Kontroverse war der Anlass für Ernst Wilhelm Nay, Willi Baumeister und Fritz Winter, aus dem Deutschen Künstlerbund auszutreten. Während Hofer den Kunstkritiker zu den „Panegyrikern“ der internationalen abstrakten Kunst zählte, warf ihm dieser vor, die Kunst der Gegenwart aus einer „geradezu rätselhaften Haßpsychose“ heraus anzugreifen. Hofer plante tatsächlich einen umfassenden, schriftlichen Angriff, der sich schon im Titel gegen das Manifest der abstrakten Kunst schlechthin richtete, nämlich gegen Wassily Kandinskys 1912 erstmals und 1952 erneut in der von Nina Kandinsky autorisierten Auflage erschienene Schrift Über das Geistige in der Kunst. Hofer erlebte das Erscheinen seiner Kampfschrift Über das Gesetzliche in der bildenden Kunst nicht mehr, denn im selben Jahr 1955, auf dem Höhepunkt der Auseinandersetzung, erlitt der Künstler einen Schlaganfall, dem er wenig später erlag.
Ein Teil der Schrift wurde 1956 posthum in redigierter Form von Kurt Martin herausgegeben. Das Buch blieb ohne bedeutende Wirkung. Teile des Manuskripts sind untergegangen, und das gesamte noch erhaltene Fragment wurde von Daniel Kupper im Auftrag Elisabeth Hofer-Richolds im Hofer-Archiv gesichtet und 1995 kommentiert herausgegeben. Zusammen mit den von Christine Fischer-Defoy ebenfalls 1995 herausgegebenen Reden und Stellungnahmen gibt es Einblick in ein Denken und Schaffen, das die Entwicklung der deutschen Malerei in der ersten Hälfte des 20. Jahrhunderts wesentlich beeinflusst und geprägt hat.
Einige von Hofers Werken wurden posthum auf der documenta 1 im Jahr 1955 in Kassel gezeigt. Die Bedeutung Hofers für die deutsche Malerei der Nachkriegszeit liegt in seinem Beharren darauf, dass die Antinomie von figurativer und abstrakter Malerei unsinnig sei; ihm erschien die „Wertunterscheidung von gegenständlich und ungegenständlich als eine sinnlose Absurdität.“ Die geschichtliche Entwicklung hatte aus dem Deutsch-Römer Hofer einen „desillusionierten Idealisten“ werden lassen: Gerade „die Insistenz in der Litanei dieses persönlichen Stils hat Hofer seinen unverrückbaren Platz in der deutschen Malerei zwischen den Kriegen gegeben. Da war ein Mensch, der mit einem umgrenzten Traum von Schönheit und einer Vision des Klassischen begann; und dann war es das Auftreffen auf die Wirklichkeit, die diesen Traum zerschlug.“ (Werner Haftmann) [Die Zitate sind der unten aufgeführten Literatur entnommen].

## Ausstellungen (Auswahl)

### Einzelausstellungen
- 1914: Sonderausstellung Karl Hofer, Paul Cassirer, Berlin
- 1923: Karl Hofer, Galerie Alfred Flechtheim, Frankfurt a. M.
- 1928: Kollektivausstellung Karl Hofer, Katalog der 55. Ausstellung der Berliner Secession, in Gemeinschaft mit der Galerie Flechtheim Berlin
- 1934: Karl Hofer, Leopold-Hoesch-Museum Düren
- 1935: Carl Hofer, Wanderausstellung. Mannheimer Kunstverein, Vorher: Kunsthaus Zürich; Freiburger Kunstverein
- 1939: Paintings and Drawings by Karl Hofer, Loaned by the Nierendorf Gallery, New York (US)
- 1941: Karl Hofer, Paintings, Drawings, Prints, The G.W.V.Smith Art Gallery, Springfield (US)
- 1948: Karl Hofer, Galerie Henning, Halle (Saale)
- 1949: Karl Hofer, Galerie Henning, Halle (Saale)
- 1958: Karl Hofer. Retrospective exhibition, Carnegie Institute Pittsburgh (US)
- 1967: Retrospektiv - Ausstellung Karl Hofer 1878 - 1955, Ölgemälde, Aquarelle, Handzeichnungen, Lithographien, Baukunst, Deutscher Künstlerbund, Köln
- 1978: Karl Hofer, Kunsthalle Berlin
- 1978: Karl Hofer, Staatliche Galerie Moritzburg, Halle (Saale)
- 2012: Karl Hofer - Von Lebensspuk und stiller Schönheit, Kunsthalle Emden, 11.02. – 17.06.2012
- 2019: Karl Hofer (1878-1955) - Lebenslinien, Erster Ausstellungsteil einer umfangreichen Werkschau im Museum Ettlingen, Schloss Ettlingen, 1.12.2019 – 28.2.2021 (verlängert bis 30.12.2021)
- 2020: Karl Hofer (1878-1955) - Bilder spröder Schönheit, Zweiter Ausstellungsteil einer umfangreichen Werkschau im Museum Ettlingen, Schloss Ettlingen, 9.10.2020 – 28.2.2021 (verlängert bis 27.6.2021)
- 2024: Karl Hofer. Figure, nature morte, paesaggi / Figuren, Stillleben, Landschaften, Museo Castello San Materno - Fondazione per la cultura Kurt e Barbara Alten, Ascona, 26.05 – 29.09.2024

### Gruppenausstellungen
- 1931: German Painting and Sculpture, MoMA New York (US)
- 1937: Entartete „Kunst“. Zsgst. von der Reichspropagandaleitung, Amtsleitung Kultur, Hofgarten-Arkaden, Galeriestr.4, München; Berlin, Haus der Kunst; Leipzig, Grassi-Museum; Düsseldorf, Kunstpalast; Salzburg, Festspielhaus; Hamburg, Schulausstellungsgebäude, Spitalerstr; Stettin, Landeshaus; Weimar, Landesmuseum; Wien, Künstlerhaus; Frankfurt a. M., Kunstausstellungshaus, Bockenheimer Landstr.8; Chemnitz, Kaufmännisches Vereinshaus, Moritzstr.1 (lt. Vorverkaufskarte; aber 26.8. wg. des bevorstehenden Kriegsbeginns vorzeitig geschlossen); Waldenburg/Schlesien, Kreisleitung der NSDAP
- 1945: Forbidden art in the Third Reich, Paintings by German artists whose work was banned from museums and forbidden to exhibit. The Institute of Modern Art Boston, Nierendorf Gallery in New York (US)
- 1948: XXIVA Biennale di Venezia, Venedig (IT)
- 1950: XXVA Biennale di Venezia, Venedig (IT)
- 1950: Sonderausstellung Carl Hofer, Märkisches Museum Witten; Museum Bochum; Museum Folkwang Essen; Städt. Kunstmuseum Duisburg; Kunstverein Braunschweig
- 1954: Duitse kunst na 1945, Stedelijk Museum Amsterdam, Wanderausst.: Eindhoven, Stedelijk van Abbe-Museum (NL); Kunsthalle Recklinghausen
- 1955: documenta I. Kunst des 20. Jahrhunderts, Internationale Ausstellung im Museum Fridericianum in Kassel 1955
- 1956: Hundred Years of German Painting, The Tate Gallery, London (GB)
- 2004: willi baumeister karl hofer - Begegnung der Bilder, Museum der bildenden Künste Leipzig
- 2017: documenta 14, Neue Galerie, Kassel, 10.06. – 17.09.2017
- 2022: KUNST FÜR KEINEN. 1933-1945, Schirn Kunsthalle Frankfurt, 04.03. – 06.06.2022
- 2022: Parallele Leben - Karl und Helene Albiker – Karl und Thilde Hofer, Museum Ettlingen, Schloss Ettlingen, 11.11.2022 – 30.12.2023
- 2022: Kunst und Leben 1918 – 1955, Lenbachhaus München, 15.10.2022 – 16.04.2023
- 2023: 1923: Gesichter einer Zeit, Hamburger Kunsthalle, 28.04. – 24.09.2023

## Bekannte Schüler (unvollständig)
- Walter Arno
- Otto Julius Fleck
- Edvard Frank
- Ernst Wilhelm Nay
- Herbert Ortel
- Karl Hermann Roehricht
- Carl Schneiders
- Josef Steiner

## Werke (Auswahl)

### Frühwerk 1898–1920
- 1901: Betende Kinder, Öl/Lwd., Privatbesitz Karlsruhe
- 1903: Karl und Thilde Hofer, Öl/Lwd., ehem. Nachlass Hofer Berlin
- 1907: Drei Badende Jünglinge, Öl/Lwd., Kunstmuseum Winterthur
- 1911: Im Sturm, Öl/Lwd., Kunstmuseum Winterthur
- 1912: Nach dem Bade/Interieur, Öl/Lwd., Sammlung Ludwig
- 1913: Selbstbildnis, Öl/Lwd., Bayerische Staatsgemäldesammlungen München
- 1913: Fahnenträger, Öl/Lwd., Städtische Kunsthalle Mannheim
- 1914: Im Meersand, Öl/Lwd., Staatliche Kunsthalle Karlsruhe
- 1917: Selbstbildnis mit Hut, Öl/Lwd., Sammlung Hartwig Garnerus
- 1918: Bildnis Theodor Reinhart, Öl/Lwd., Gebrüder Volkart Winterthur
- 1920: Frau mit Blume, Öl/Lwd., Dauerleihgabe Pinakothek der Moderne München, Sammlung Hartwig Garnerus

### Mittlere Schaffensperiode 1920–1933
- 1922: Maskerade oder Drei Masken, Öl/Lwd., Museum Ludwig Köln
- 1922/1923: Freundinnen, Öl/Lwd., Kunsthalle Hamburg
- 1924: Große Tischgesellschaft, Öl/Lwd., Kunstmuseum Winterthur
- 1924: Der Rufer, Öl/Lwd., Gemäldegalerie Neue Meister, Dresden
- 1925: Kniebild Albert Steinrück, Stadtmuseum Berlin
- 1926: Zwei Freunde (vormals David und Jonathan), Öl/Lwd., Städel Museum, Frankfurt am Main
- 1927: Junge mit Ball, Öl/Lwd., Sammlung Hartwig Garnerus
- 1928: Großer Karneval, Öl/Lwd., Bayerische Staatsgemäldesammlungen München[22]
- 1928: Yellow Dog Blues, Öl/Lwd., Privatbesitz
- um 1929: Mann am Fenster, Öl/Lwd., Kunstmuseum Moritzburg Halle (Saale)
- 1930: Selbstbildnis mit Dämonen, Öl/Lwd., ehem. Nachlass Hofer Berlin

### Reifes Werk 1933–1945
- 1933: Gefangene, Öl/Lwd., Berlinische Galerie Berlin
- 1935: Turmbläser, Öl/Lwd., ehem. Nachlass Hofer Berlin
- 1936: Agnuzzo – Italienische Landschaft, Öl/Lwd., The Detroit Institute of Arts Detroit
- 1936: Kassandra, Öl/Lwd., Kunstmuseum Moritzburg Halle (Saale)
- 1936: Die Sinnende, Öl auf Leinwand, Kunstsammlung Deutsche Bundesbank, Frankfurt am Main
- 1937: Mann in Ruinen, Öl/Lwd., Staatliche Kunstsammlungen Kassel
- 1943: Die Schwarzen Zimmer (2. Fassung), Öl/Lwd., Neue Nationalgalerie Berlin
- 1943: Joseph und seine Brüder, Öl/Lwd., Sammlung Hartwig Garnerus
- 1943: Der Blinde und das Mädchen, Öl/Lwd., Städel Museum, Frankfurt am Main
- 1944: Der Brief, Öl/Lwd., Privatbesitz
- 1944: Schwarzmondnacht, Öl/Lwd., ehem. Nachlass Hofer Köln

### Spätwerk 1945–1955
- 1947: Höllenfahrt, Öl/Lwd., ehem. Nachlass Hofer Köln
- 1947: Ruinennacht, Öl/Lwd., ehem. Nachlass Hofer Köln
- 1948: Schwarzmond (2. Fassung), Öl/Lwd., ehem. Nachlass Hofer Köln
- 1950: Im Gestein, Öl/Lwd, 60 × 40 cm, Privatsammlung Süddeutschland, Wohlert 2892 (Nachtrag)
- 1951: Zwei Frauen (Doppelportrait), Öl/Malpappe, 42 × 55 cm, ehem. Nachlass Köln, jetzt Privatsammlung
- 1954: Zwei Masken, Öl/Lwd., ehem. Nachlass Hofer Berlin
- 1954: Drei Mädchen zwischen Leitern, Öl/Lwd., 110 × 75 cm, ehem. Nachlass Köln, jetzt Privatsammlung, Wohlert 2385
- 1954: Vater und Tochter, Öl/Lwd., 105 × 75 cm, ehem. Nachlass Hofer Köln, jetzt Privatsammlung, Wohlert 2788
- 1955: Jüngling mit Blumenkranz, Öl/Lw. 48 × 39 cm, Privatsammlung, Köln (1968 von der Witwe des Künstlers erworben) / Privatsammlung, Schweiz

## Ehrungen

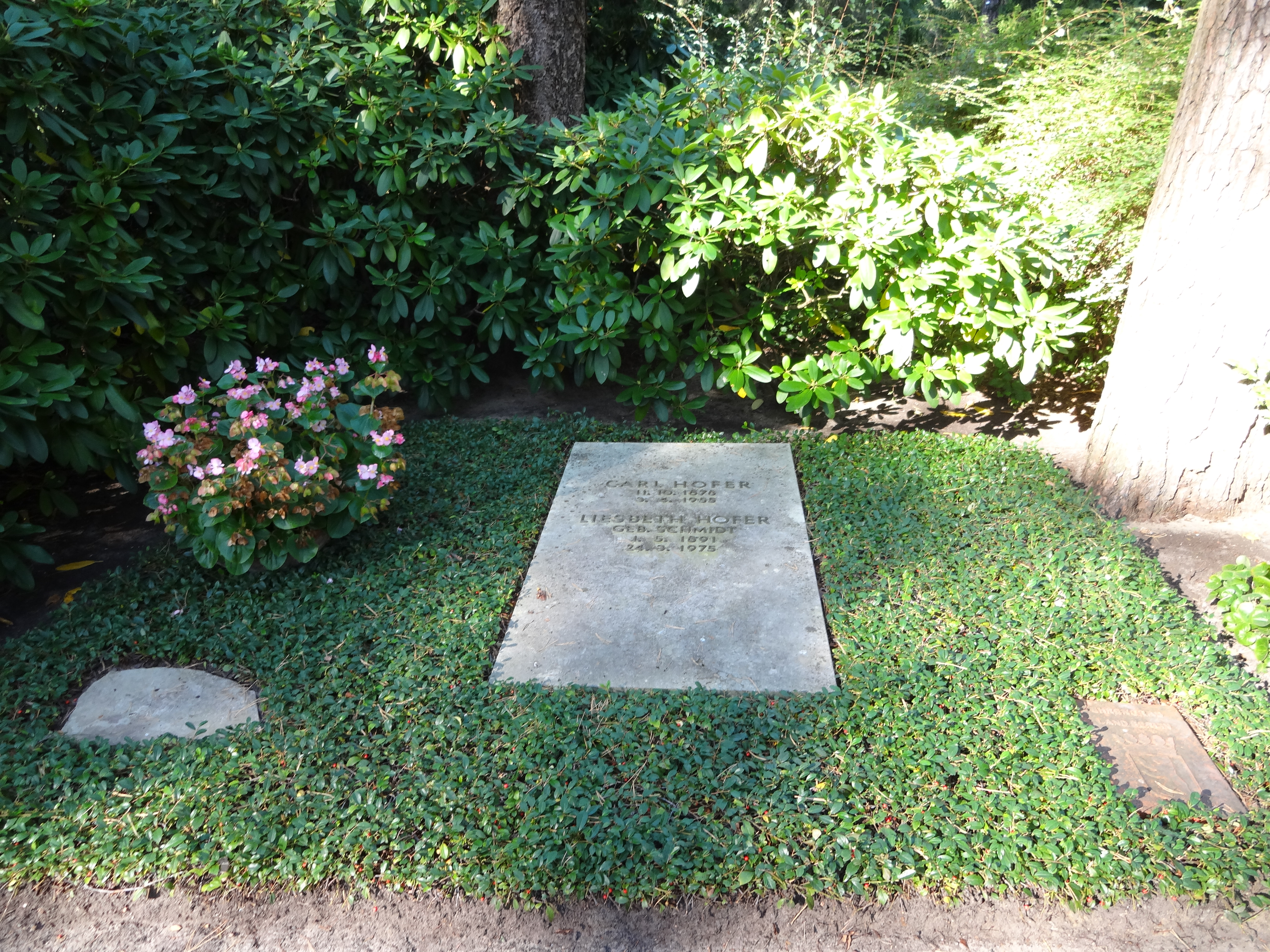
Grabstätte Hofer (Ehrengrab)

- Gedenktafel in der Waldstraße 21 in Karlsruhe, dem sogenannten Carl-Hofer-Haus; hier verbrachte Hofer seine ersten zehn Lebensjahre[23]
- Gedenktafel in Berlin-Schöneberg, Grunewaldstraße 44; hier wohnte Hofer von 1913 bis 1934
- Ehrengrab der Stadt Berlin auf dem Waldfriedhof Dahlem, Hüttenweg
- Benennung einer Beruflichen Schule in Karlsruhe nach ihm (Carl-Hofer-Schule)
- Benennung der Karl-Hofer-Straße in Ettlingen; das Museum im Schloss Ettlingen verfügt über zahlreiche vor allem figürliche Werke Hofers.
- Umbenennung der Flensburger Straße in Berlin-Zehlendorf ab August 1969 in Karl-Hofer-Straße.

## Karl Hofer Komitee
Nach einer engen Zusammenarbeit an der Publikation des Werkverzeichnisses der Gemälde von Karl Hofer übernahm VAN HAM Art Publications im August 2012 die sorgfältige Dokumentation und das Archiv des Werkverzeichnisverfassers Karl Bernhard Wohlert. Im Zuge dessen wurde das Karl Hofer Komitee durch den Geschäftsführer des Verlags VAN HAM Art Publications und Herausgeber des Werkverzeichnisses, Markus Eisenbeis gegründet. Durch das Komitee führen unabhängige Experten unterschiedlicher Fachbereiche – Gerd Presler, Felix Krämer und Börries Brakebusch – die Forschungsarbeit und Expertisierung von Karl Bernhard Wohlert fort. Somit sollen in Zukunft alle Fragen bezüglich der Werke von Karl Hofer adäquat beantwortet werden können. Mit seiner Arbeit unterstützt das Karl Hofer Komitee Museen und Kuratoren und stellt gleichzeitig ein Bindeglied zu den Hofer-Sammlern und dem Kunsthandel dar.

## Nachlass
Neben dem Archiv von Karl Bernhard Wohlert zu Karl Hofer werden auch einige künstlerische Teilnachlässe seit 2007 von VAN HAM Art Publications betreut. Der schriftliche Nachlass befindet sich seit 1978 im Deutschen Kunstarchiv des Germanischen Nationalmuseums Nürnberg (GNM). Des Weiteren gibt es Bestände im Zentralarchiv für deutsche und internationale Kunstmarktforschung (ZADIK) am Institut der Philosophischen Fakultät der Universität zu Köln und im documenta archiv, Kassel.

## Veröffentlichungen
- Erinnerungen eines Malers. Herbig, Berlin-Grunewald 1953.
- Über das Gesetzliche in der bildenden Kunst. Hrsg. Kurt Martin. Berlin 1956.
- Der Kampf um die Kunst. In: Beiheft: Lebensdaten und Selbstzeugnisse. Zur Bild-Mappe Beispiele: Kunst in der Verfolgung. Entartete Kunst (Ausstellung) 1937 in München. Hrsg. Landesinstitut für Erz. und Unterricht Stuttgart. Neckar, Villingen-Schwenningen (1998), S. 35–37  (mit ausf. Biographie; ferner Texte von Gustav Schiefler über Die Brücke zu Erich Heckel; von Max Beckmann, Paul Klee, Oskar Schlemmer u. a.) zuerst: Beilage zu Deutsche Allgemeine Zeitung vom 13. Juli 1933.

### Briefe und Reden
- Ursula Feist / Günter Feist (Hrsg.): Karl Hofer – Theodor Reinhart, Maler und Mäzen. Ein Briefwechsel in Auswahl. Berlin 1989.
- Andreas Hüneke (Hrsg.): Karl Hofer. Malerei hat eine Zukunft. Briefe, Aufsätze, Reden. Leipzig/Weimar 1991.
- Christine Fischer-Defoy (Hrsg.): Karl Hofer. Ich habe das Meine gesagt! Reden und Stellungnahmen zu Kunst, Kultur und Politik in Deutschland 1945–1955. Berlin 1995.
- Daniel Kupper (Hrsg.): Karl Hofer. Schriften. Berlin 1995.
- Andreas Hüneke (Hrsg.): Leopold Ziegler – Karl Hofer. Briefwechsel 1897–1954. Königshausen & Neumann, Würzburg 2004.